# Лісовий вуж тонкінський
Hebius atemporalis (тонкінський вуж) — вид змій родини полозових (Colubridae). Мешкає в Китаї, В'єтнамі і Лаосі.

## Опис
Загальна довжина сягає 50 см. Голова невелика. Тулуб сплощений з кілеватою лускою повернутою до хвоста. Основне забарвлення коричневе з 2 рядками світло-коричневих плям на спині. Голова темно-коричнева з білою плямою нижче очей. На шиї є світле кільце. Черево білуватого кольору.

## Поширення і екологія
Тонкінські вужі мешкають на півдні Китаю, в провінціях Юньнань, Гуйчжоу, Гуансі і Гуандун, в Гонконзі, в історичній області Тонкін на півночі В'єтнаму та на півночі Лаосу. Вони живуть в гірських лісах та на луках, на висоті від 416 до 2090 м над рівнем моря. Відкладають яйця.